# Interocrea nigrofasciata
Interocrea nigrofasciata är en insektsart som först beskrevs av George Willis Kirkaldy 1906.  Interocrea nigrofasciata ingår i släktet Interocrea och familjen spottstritar. Inga underarter finns listade i Catalogue of Life.